# Джавахишвили, Иван Александрович
Иван Александрович Джавахишви́ли, в дореволюционных источниках — князь Иван Александрович Джавахишвили (груз. ივანე ალექსანდრეს ძე ჯავახიშვილი; 11 [23] апреля 1876 года, Тифлис — 18 ноября 1940 года, Тбилиси) — грузинский и советский историк, академик Академии наук СССР (1939), один из основателей Тбилисского университета, который теперь носит его имя.

## Биография
Родился в аристократической княжеской семье Джавахишвили.
Среднее образование получил в Тифлисской мужской гимназии. Гимназию не любил, но учился хорошо. Во время перестройки предпринимались попытки приписать Ивану Джавахишвили пять стихотворений, опубликованных в 1895 году в газете «Иверия», которые по традиции приписывались Иосифу Сталину.
Окончил факультет восточных языков Петербургского университета (1899), в 1901—1902 годах стажировался в Берлинском университете, с 1902 года — приват-доцент по кафедре армяно-грузинской филологии.
В 1908 году организовал в Петербургском университете студенческий «Грузинский научный кружок», накопленный материал по истории, филологии, социологии был издан в виде сборника научных трудов (1915, на грузинском языке).
Вместе со своим учителем Н. Я. Марром Джавахишвили участвовал в командировке на Синай, где исследовал древнегрузинские рукописи. В 1905 написал работу «Политическое и социальное движение в Грузии в XIX в.», а с 1908 года начал публикацию своего основного труда — «История грузинского народа» (последний, 4-й том вышел посмертно в 1949 г.), оказавшего огромное влияние на грузинскую историческую науку. Одновременно с «Историей» работал над большим числом книг по вспомогательным дисциплинам и источниковедению: «Задачи, источники и методы истории прежде и теперь», т. 1—4, 1916—1926; «Древне-грузинская историческая литература», 1916; «Грузинская нумизматика и метрология», 1925; «Грузинская палеография», 1926; «Грузинская дипломатика», 1926.

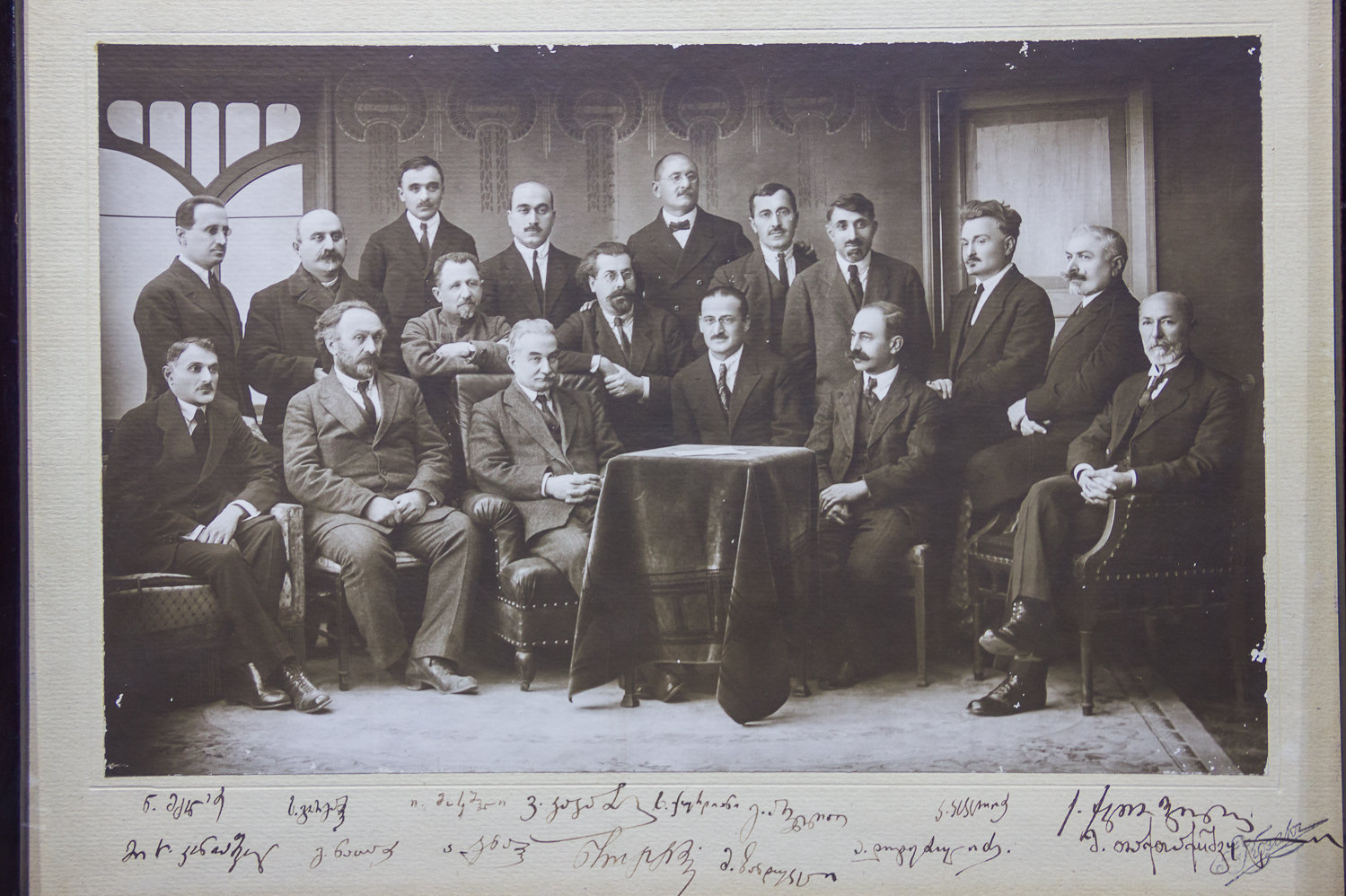
1918. Группа профессоров — основателей Тбилисского университета. Джавахишвили в первом ряду третий слева

В 1917—1918 стал одним из основных деятелей в трудах по основанию Грузинского национального университета, в марте 1917 года на своей петроградской квартире собрал совещание по разработке плана конкретных действий. В совещании участвовали И. А. Кипшидзе, А. Г. Шанидзе, М. Г. Каухчишвили, Ш. И. Нуцубидзе, Е. Чиджавадзе. Вместе с И. А. Кипшидзе и А. Г. Шанидзе выезжал в Грузию для проведения работ на месте. Автор «Положения о грузинском университете». При выборах руководства университета номинировался в ректоры, но взял самоотвод. Был избран деканом философского (в то время — единственного) факультета.
В 1919 году сменил (был избран) Петра Меликишвили на посту ректора ТГУ и находился в этой должности до 1926 года, когда был уволен как немарксист в ходе «чисток», последовавших за грузинскими волнениями в августе 1924 г. 23 марта 1936 года, на Научном совете по истории Тбилисского государственного университета тогдашний ректор университета Карло Орагвелидзе выступил с докладом, основной целью которого было опровергнуть заслуги Джавахишвили как основателя университета. Джавахишвили был обвинён в том, что он «не хочет или не может трактовать историю грузинской нации в соответствии с принципами исторического материализма» и отстранён от преподавания в университете.
Был председателем Грузинского историко-этнографического общества (до 1925). Затем работал над трудами: «История грузинского права» (т. 1—2, 1928—1929), «Экономическая история Грузии» (т. 1—2, 1930—1934), «Основные вопросы истории грузинской музыки» (1938). С 1937 до конца жизни — директор Музея им. Шота Руставели и руководитель Мцхетской археологической экспедиции.

Памятник на могиле И. Джавахишвили

Скоропостижно скончался во время чтения лекции.
Похоронен в парке университета.
Имя Джавахишвили присвоено, помимо ТГУ, также Институту истории АН Грузии и улице в Тбилиси, улице в Батуми.
В 1976 году, к 100-летию академика, в селе Ховле Каспского района Грузинской ССР был открыт Дом-музей Ивана Джавахишвили.

## Награды
Посмертно удостоен Сталинской премии (1947).
Кавалер ордена Трудового Красного Знамени (15.06.1938) — в связи с 20-летием Тбилисского Государственного Университета и за выдающиеся заслуги в научно-педагогической работе

## Память

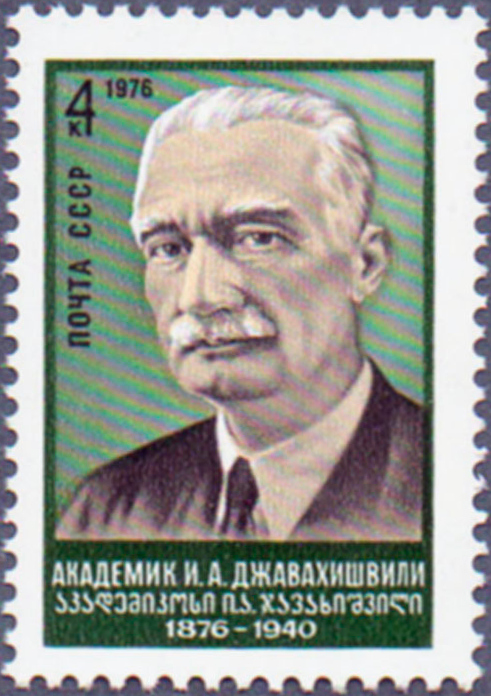
И. А.  Джавахишвили на почтовой марке СССР 1976 года.
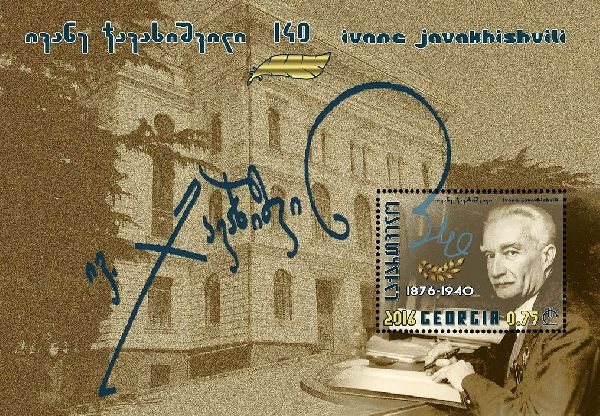
И. А.  Джавахишвили на почтовой марке Грузии 2016 года.
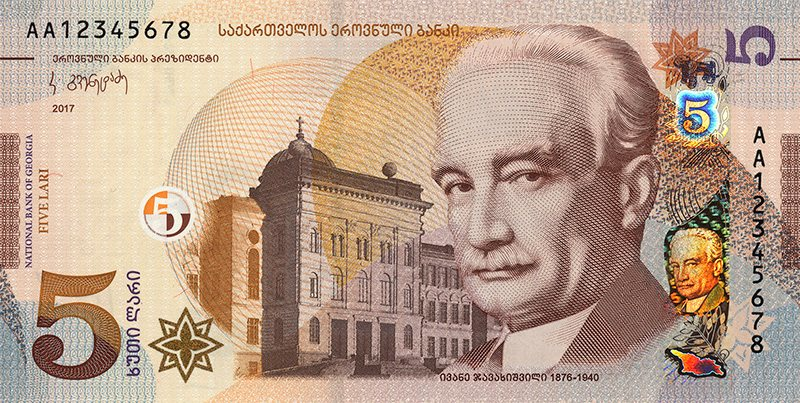
И. А.  Джавахишвили на грузинской банкноте 5 лари 2017 года.